# Mikko Franck
Mikko Franck (Helsinki, 1º aprile 1979) è un direttore d'orchestra finlandese.
Ha iniziato lo studio del violino a 5 anni, continuando lo studio alla Accademia Sibelius di Helsinki dal 1992. Nel 1995, durante alcune celebrazioni dell'Accademia Sibelius, ebbe l'occasione di dirigere un'orchestra e successivamente l'insegnante di direzione d'orchestra Jorma Panula lo ha accettato come studente privato.
Prima dei 23 anni Franck aveva già diretto le maggiori orchestre scandinave, la Philharmonia di Londra, la London Symphony, i Münchner Philharmoniker, la Staatsoper di Berlino e la Israel Philharmonic. La sua prima registrazione discografica, con musiche di Sibelius, ha ricevuto una nomination per il Grammy Award, nella categoria "Miglior esecuzione d'orchestra". È un grande sostenitore delle composizioni del compositore Einojuhani Rautavaara.
Nominato Direttore artistico dell'Orchestra Nazionale del Belgio nel settembre 2002, ha tenuto la posizione fino al 2007. Nel 2004 è stato nominato Direttore Musicale Generale dell'Opera Nazionale Finlandese, prendendo servizio nell'agosto 2006. Nel febbraio 2007 ha improvvisamente rassegnato le dimissioni, annunciando una perdita di fiducia con il direttore generale Erkki Korhonen e con il direttore amministrativo Pekka Kauranen. Comunque, nel novembre 2007 la compagnia ha nominato Franck nella duplice posizione di Direttore Artistico e Direttore Musicale Generale. Ha lasciato gli incarichi il 31 luglio 2013. Nel settembre 2015 ha iniziato il suo incarico di Direttore Musicale dell'Orchestre Philharmonique de Radio France. Ha ricoperto anche l'incarico di Direttore Ospite Principale presso l'Orchestra dell'Accademia Nazionale di Santa Cecilia di Roma.
Nel 2006 ha sposato la tedesca Martina Pickert, regista d'opera. La coppia ha divorziato nel 2010.